# BIC TCP
BIC TCP é um novo protocolo de transmissão de dados para a Internet desenvolvido pela Universidade da Carolina do Norte.
Segundo um dos professores envolvidos no projeto o mesmo tem a capacidade de atingir velocidades 6 mil vezes maiores que as do padrão DSL.